# Libuše Lomská
Libuše Lomská, rozená Geislerová (1. července 1923 Olomouc – 2. listopadu 2004 Baltimore) byla československá atletka. Zaměřovala se na hladké i překážkové sprinty, byla členkou klubů SK Moravská Slavia Brno (1941–1943), SK Židenice (1944–1947) a Sokol Královské Vinohrady (1948–1949).
Byla mistryní Čech a Moravy v běhu na 80 metrů překážek v letech 1943 a 1944 a mistryní Československa 1948, protektorátní mistrovský titul získala také jako členka sprinterské štafety. Reprezentovala Československo na Letních olympijských hrách 1948 v Londýně, kde v rozběhu vytvořila časem 11,8 sekund národní rekord na 80 m překážek. Ve finále běžela o jednu desetinu sekundy pomaleji a skončila na posledním šestém místě. Startovala za ČSR také ve třech mezistátních utkáních.
V roce 1949 odešla se svým manželem, který byl vojenským lékařem, natrvalo do USA.